# Falknis
Der Falknis ist ein Berg über dem Rheintal im Schweizer Kanton Graubünden und im Fürstentum Liechtenstein sowie der westlichste Gipfel der Rätikonkette.

## Lage
Der Gipfel liegt auf der Grenze zwischen Liechtenstein und der Schweiz zwischen der Bündner Gemeinde Fläsch und der Liechtensteiner Gemeinde Triesen. Er ist durch einen Wanderweg erschlossen und liegt auf 2560 m ü. M.
Der Blick vom Falknis reicht nach Norden bis über den Bodensee hinaus.

## Name
Der Name Falknis soll von lateinisch falcula f. 'kleine Sichel' bzw. entsprechend alträtoromanisch falclas 'kleine Sicheln' stammen, woraus nach dem Sprachwechsel alemannisch durch Konsonantendissimilation und Vokalhebung in der Nebensilbe Falknis wurde. Der Name bezeichnete demnach ursprünglich die heutigen Falknistürm weit unterhalb des Gipfels.

## Aufstieg
Für den Aufstieg stehen verschiedene Wege zur Auswahl:
- von Seewis im Prättigau aus durch das Canitobel über die Maienfelder Alpen und die Fläscher Alp Sarina und weiter durch das südöstlich der Bergspitze verlaufende Fläschertal, auch Radaufis genannt, zum Fläscher Fürggli und von dort auf den Gipfel
- von Malans aus mit der Älplibahn auf das Älpli und über die Jeninser Alpen weiter bis Sarina, von dort aus weiter wie beschrieben
- von Jenins aus über die Jeninser Alpen und weiter wie beschrieben
- von St. Luzisteig aus durch das Gleggtobel bis zum Fläscher Fürggli und weiter wie beschrieben
- von St. Luzisteig aus zur Enderlinhütte des Schweizer Alpen-Clubs und weiter zum Fläscher Fürggli – der direkte und sehr steile Aufstieg
- von St. Luzisteig über die ehemalige Walsersiedlung Guscha und den Guschagrat zum Falknishorn und weiter zum Gipfel – die ausgesetzteste Strecke
- von Triesen am Teufelstein vorbei, dann mit einem imposanten Tiefblick in das Lawenatobel, wo die Sagengestalten, die sogenannten „Tobelhocker“, am Steintisch sitzen Richtung Alp Lawena, dann auf den Grat beim Falknishorn, durch die Falknissüdwand hinauf zum Gipfel – sehr langer Anstieg, rund sechs Stunden mit einer Höhendifferenz von beinahe 2000 Metern

## Benachbarte Gipfel
Benachbarte Gipfel sind im Südosten das Glegghorn und Vilan, im Osten Grauspitz und Naafkopf, im Westen der Fläscherberg mit dem Regitzer Spitz und das Falknishorn. Westlich davon das Churer Rheintal und das St. Galler Rheintal.

## Kartenmaterial
- Landeskarte der Schweiz 1:25'000, Blätter 1155 und 1156

## Bilder

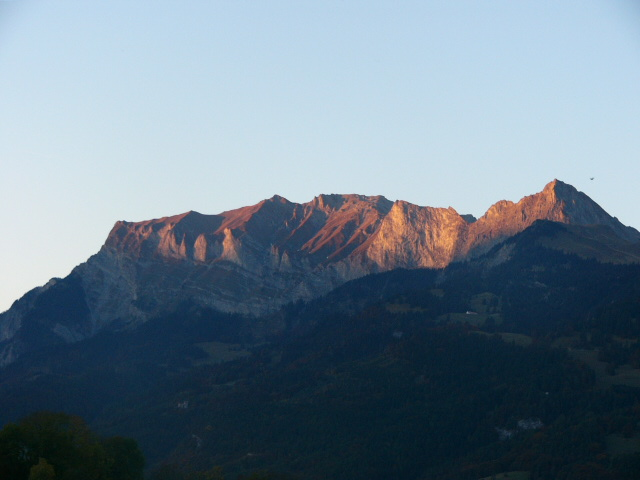
Von Süden aus dem Raum Landquart
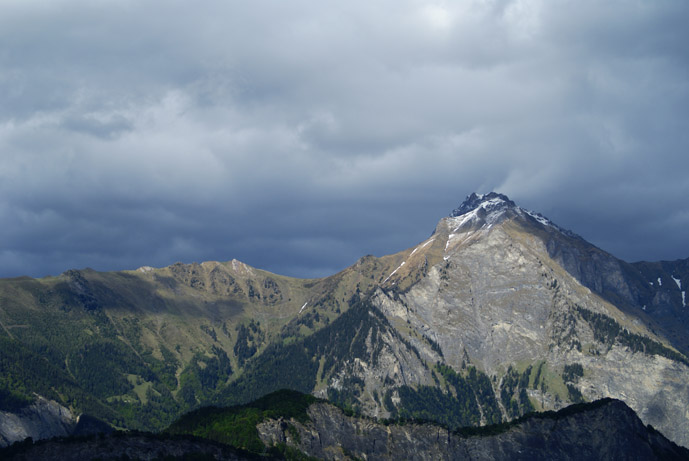
Im Frühling von Westen
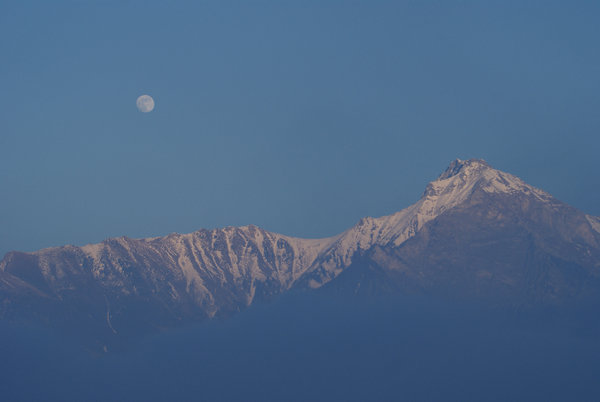
Bei Dämmerung
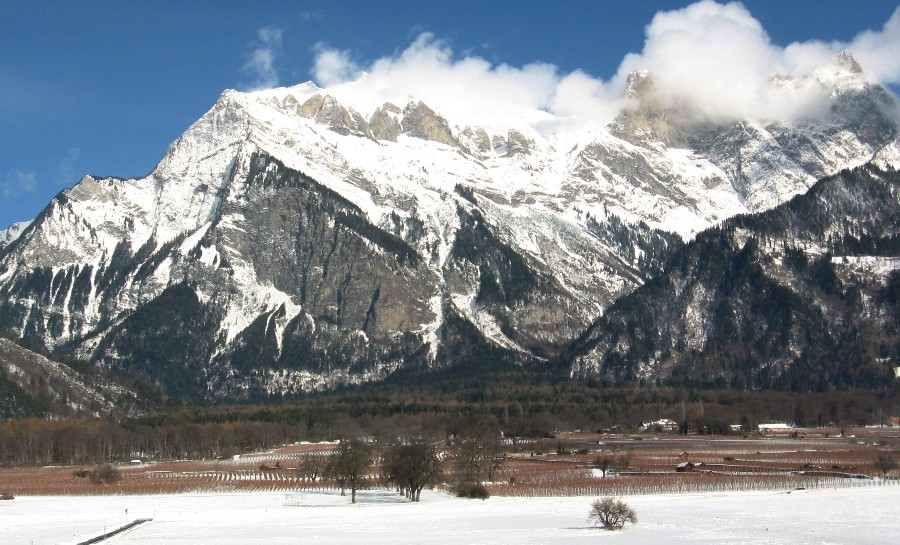
Über den Maienfelder Rebbergen steht der Falknis
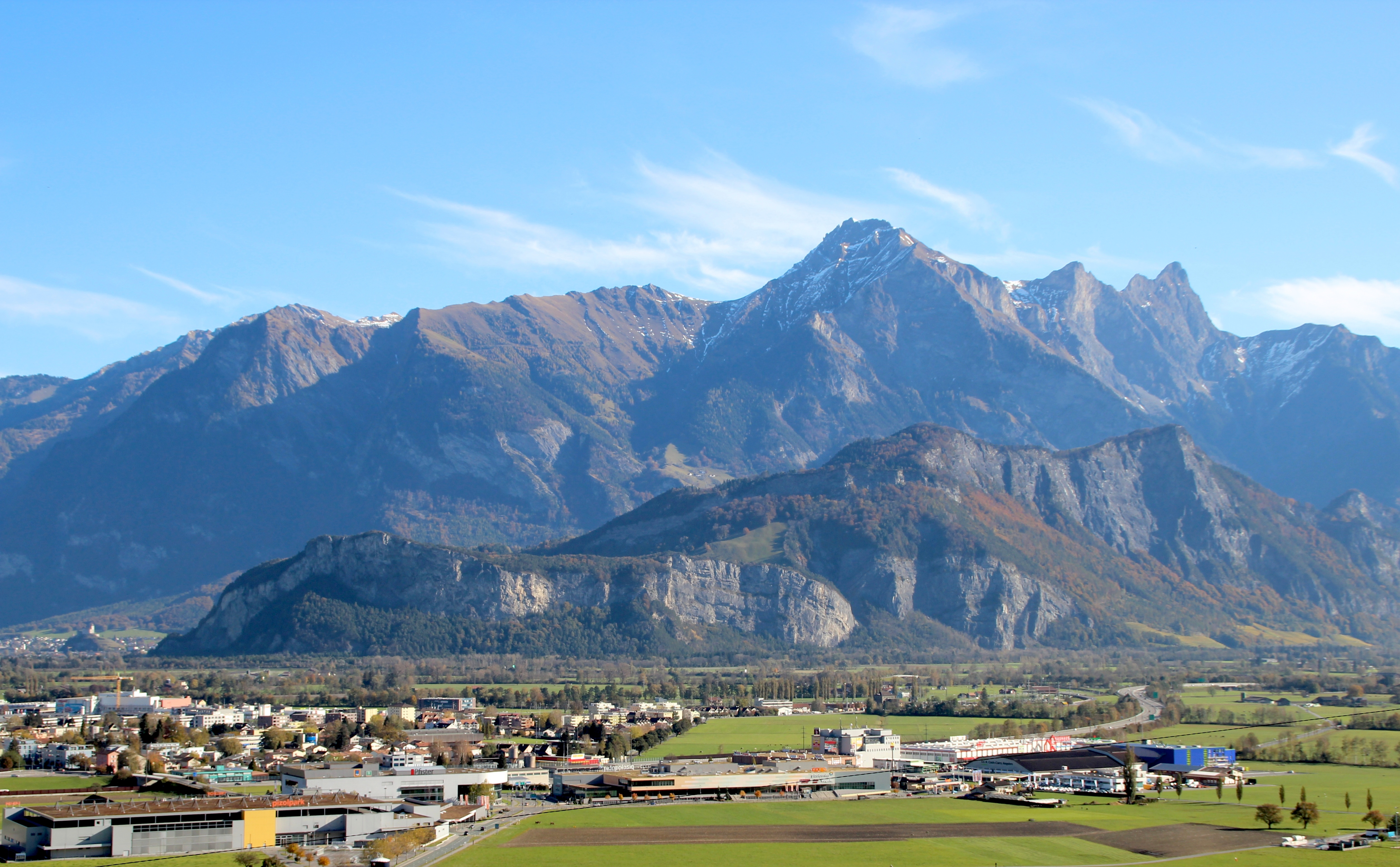
Falknis hinter dem Fläscherberg

## Quelle
- Manfred Hunziker: Ringelspitz/Arosa/Rätikon, Alpine Touren/Bündner Alpen, Verlag des SAC 2010, ISBN 978-3-85902-313-0, S. 463.